# Aïda Ruilova
Aïda Ruilova (* 1974 in Wheeling, West Virginia) ist eine amerikanische Künstlerin. Sie lebt und arbeitet in New York.

## Biografie und Arbeit
Ruilova hat an der University of South Florida, Tampa und der School of Visual Arts, New York studiert. Ausgehend von ihrem frühen Engagement in verschiedenen Independent Avantgard-Rock Formationen begann Ruilova Ende der 1990er Jahre mit Video zu arbeiten und zu experimentieren, wobei die Musik im Sinne einer besonderen, mit der Schnitttechnik verbundenen Rhythmisierung und dem Sounddesign ihrer Filme weiterhin ein wichtiger Bestandteil ihrer Praxis blieb. Heute ist sie hauptsächlich bekannt als Videokünstlerin, allerdings arbeitet sie auch in anderen Medien wie Skulptur, Zeichnung oder Grafik, die sie in ihren Ausstellungen gemeinsam mit ihren Videos installativ verbindet und visuell als auch auditiv in eine Beziehung setzt. Sexualität, Obsessionen und Gewalt sind ebenso wie cinematografische und popkulturelle Verweise wichtige Bezugsfelder ihres künstlerischen Schaffens.
Sie war mit dem amerikanischen Künstler Raymond Pettibon verheiratet.
2006 wurde sie für den Hugo Boss Preis für zeitgenössische Kunst nominiert.

## Einzelausstellungen (Auswahl)
- 2018 Galerie Guido W. Baudach, lips, pipes and banana, Berlin
- 2017 Fortnight Institute, Smoke Gets In Your Eyes, New York
- 2016 Marlborough Chelsea, The Pink Palace, New York
- 2014 Galerie Guido W. Baudach, Hey… Oh no… You're Pretty…, Berlin
- 2013 Kayne Griffin Corcoran, I'm So Wild about your Strawberry Mouth, Los Angeles
- 2011 Salon 94 Bowery, Goner, New York
- 2010 Centro de Arte Contemporáneo La Conservera, Aïda Ruilova, Ceutí, Spanien
- 2009 Contemporary Art Center New Orleans, The Singles: 1999 – Now, New Orleans, USA
- 2008 Aspen Art Museum, The Singles: 1999 – Now, Aspen, USA
- 2007 Salon 94 Freemans, Lulu, New York
- 2007 The Kitchen, The Silver Globe, New York
- 2003 Center for Curatorial Studies, Bard College, Untitled, Annandale-on-Hudson, USA
- 2000 White Columns, White Room, New York[4][5]

## Gruppenausstellungen (Auswahl)
- 2020 Galerie Guido W. Baudach, Faces and Names, Berlin
- 2018 Galerie Guido W. Baudach, Manifestations, Berlin
- 2016 Frost Art Museum, Resonance/Dissonance, Miami, USA
- 2015 Haus der Kunst, Die kalte Libido – Sammlung Goetz im Haus der Kunst, München[6]
- 2015 MACBA, PUNK. Its Traces in Contemporary Art, Barcelona, Spanien
- 2014 PAC Padiglione D' Arte Contemporanea, The Crime was Almost Perfect, Mailand
- 2013 MoMA Library, Reading List: Artists' Selections from the MoMA Library Collection, New York
- 2012 SCAD Museum of Art, Pose/Re-Pose, Savannah, USA
- 2011 54th Venice Biennale, Garage Projects, Commercial Break, Venedig
- 2011 Institute of Contemporary Arts, Festival of Ideas, ICA, London
- 2011 Schirn Kunsthalle, Geheimgesellschaften / Secret Societies, Frankfurt
- 2010 Solomon R. Guggenheim Museum, Haunted: Contemporary Photography/Video/Performance, New York
- 2010 KW Institute for Contemporary Art, Highlights from the Cologne Kunstfilmbiennale in Berlin, Berlin
- 2009 Museo Universitario de Arte Contemporáneo, Las líneas de la mano, Mexiko-Stadt
- 2008 Fondazione Nicola Trussardi, Tarantula, Mailand
- 2007 The Second Biennial of New Visual Art Performance, Performa07, The Silver Globe, New York
- 2007 ZKM, Between two deaths, Karlsruhe
- 2007 2nd Moskau Biennale, Moskau
- 2006 Kunstmuseum Bern, Six Feet Under, Bern
- 2006 4. Berlin Biennale für zeitgenössische Kunst, Von Mäusen und Menschen, Berlin
- 2005 P.S.1 Contemporary Art Center, Greater New York 2005, New York
- 2005 Bronx Museum, IRREDUCIBLE: Contemporary Short Form Video, 1995-2005, New York
- 2004 Academy of Fine Arts, Philadelphia, USA
- 2003 Museum of Contemporary Art, Chicago, USA
- 2003 New Museum at Field Day, New York
- 2001 Stedelijk Museum voor Actuele Kunst (S.M.A.K), Casino 2001, Ghent
- 1999 Museu Nacional de Historia Natural, Hi-8, Lissabon[7]